# 堀内利国
堀内 利国（ほりうち としくに、1844年8月19日（天保15年7月6日） - 1895年（明治28年）6月18日）は日本陸軍の軍医。明治前半に熊本や大阪鎮台病院長などを務めた。当時の日本は脚気の流行が問題になっていたが、堀内利国は大阪鎮台において兵食を白米から麦飯に変えることで兵士の脚気をほとんどゼロになるまで減らし、脚気が麦飯で予防できることを日本で初めて実験的に証明した。

## 概要

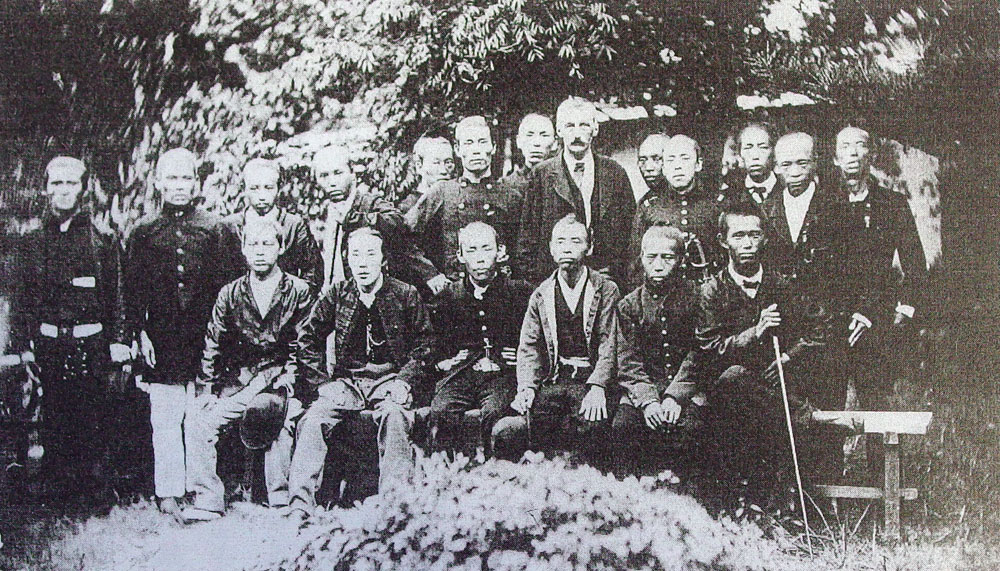
大阪軍事病院の職員。前列右から4人目が堀内利国と言われる。

### 当時の現状
明治3年（1870年）に日本で初めての陸軍病院が大阪に設置され、堀内利国は軍事病院医官となった。堀内は軍事病院の外人教師・オランダ人医師ブッケンから医学を学んだ。日本に徴兵制が敷かれて地方から大阪に集まってくる兵が増えるにつれて、軍隊の中で脚気患者が目に見えて増大するようになった。明治5年には大阪鎮台病院の患者の7～8割が脚気患者であった。

### 脚気対策の第一歩
堀内利国は明治15年（1882年）に大阪陸軍病院長となり、27人の軍医や治療課などの各課、大勢の衛生兵の全体を指揮する立場になった。利国は明治16年（1883年）と明治17年（1884年）に兵営の改良を建議した。当時の脚気は伝染病の一種とされていて、兵営を衛生的にすることが脚気根絶の第一歩と考えたからであった。この建議は通り、兵営の改良は明治18年（1885年）に完成した。

### 監獄での脚気激減
明治17年（1884年）に大量の脚気患者が出たとき、堀内利国の部下の重地正己・三等軍医が自分の経験として「自分は脚気にかかったが、麦飯を試したら脚気にかからなくなった」という話をした。利国は漢方医のデタラメだと取り合わなかったが、重地はさらに「近頃監獄では米飯を麦飯に変えたら脚気がめっきり減った」という証拠があると言った。堀内利国は「それなら詳しい資料を取り寄せるように」と質問条項を9つにまとめて、重地に持たせて神戸監獄へ行かせた。

### 他の監獄でも同じか確認する
重地の報告を聞いた堀内利国はその結果に驚き、他の監獄の資料も至急入手することにし、部下を大阪監獄へ派遣した。すると大阪でも「麦飯に切り替えたら脚気が減った」という結果だった。堀内利国は部下たちと共に「麦飯採用」のための資料を集めることにした。明治17年（1884年）6月26日に京都、三重、和歌山、岡山の脚気病の状況調査を行った。その結果どの監獄でも、囚人に白米を食べさせていたときは脚気患者が多発していたが、麦飯に切り替えた以降は脚気は激減していた。

### 考えを変更する
堀内利国はそれまで馬鹿にしていた漢方医の「麦飯が脚気に効く」という説に対して考えを改めた。そして慎重に、しかも迅速に事を運ぶことを決めた。彼は明治17年10月に大阪鎮台全体の兵食改正を建議した。彼は「監獄において大きな成果を上げた米麦の混食をすれば、軍隊でも脚気を絶滅ないし激減させる事ができるであろう」と説得した。

### 大阪鎮台での実験
堀内利国の建議で大阪鎮台司令官・山地元治は鎮台会議を招集した。会議では反対論も出たが堀内利国の調査データをもとにした説得で建議を通すことができた。そして明治17年12月4日に命令が発せられ「12月5日より1年間、試験的に兵食を米6分、麦4分の麦飯にして支給する」こととなった。

### 実験結果を待つ
堀内利国は脚気患者がいつ発生するかをじっと見守り続けた。その年の8月になっても脚気患者はゼロだった。一方東京や佐倉。仙台、青森など他の陸軍では数百人の脚気患者が発生していたが、堀内の大阪鎮台では脚気の発生はなかった。堀内利国の実験成功の喜びようは部下たちが驚くほどだったという。

### 予想通りの実験結果
それまで海軍では高木兼寛の兵食改善で脚気を半減させることに成功していたが、堀内利国は麦飯によって脚気を「ほとんど絶滅」させることに成功した。大阪の実験結果を見た各地の部隊の軍医部長たちは、次々に大阪の麦飯導入を真似しはじめた結果、脚気激減に成功し、明治25年には陸軍の脚気はほぼ絶滅状態になった。海軍省医務局長の高木兼寛も堀内の実験成功を知って麦飯を採用し、その後は海軍での脚気患者も激減した。

### 明治天皇との対面
明治天皇は明治19年（1886年）までに3度脚気になったことから、脚気予防に関心を寄せていた。明治天皇は軍隊での脚気根絶の報告を聞き、自らの意志で自分の常食を麦飯に変えた。明治天皇は明治19年を最後に以後脚気に一度もかからなかった。明治20年（1887年）2月25日に明治天皇が大阪行幸した際に大阪鎮台に出向き堀内利国を呼んで謁見した。堀内利国は明治20年10月に東京の将官会議に参加し、高島中将とともに全陸軍での麦飯採用を提案したが、陸軍省医務局の人々は「麦飯が脚気に効くはずがない。麦飯の採用と脚気流行の減少が偶然重なっただけだ」という考えを変えなかった。面目を潰された堀内利国は辞表を提出したが、慰留されてやっととどまった。

## 堀内利国の独創性
「麦飯が脚気に効く」という知識は漢方医学の世界では古くから知られていた。明治以後も遠田澄庵らが積極的に採用していた。堀内利国もそれを知っていたが、時代遅れの幼稚な処方として馬鹿にして取り合わなかった。ところが彼の部下の重地正己から監獄での実験結果を聞くと、自分の考えを変えることができた。堀内利国がいなかったら明治18年（1885年）以降も日本陸軍は多数の脚気患者を出して、多くの死者を出していただろう。堀内利国の監獄の成功の模倣と意見変更はそれだけの効果を持っていた。
科学史家の板倉聖宣は「堀内利国は他の軍医たちよりも模倣を卑しまない精神、脚気患者を救うためには模倣も辞さない現代的なセンスがあったからだ」と指摘している。堀内利国は監獄における脚気の激減の事実を知ると、それを徹底的に調べ上げ、西洋医たちも麦飯の効果を認めざるを得ないところまで客観的な資料を整えることに成功した。なぜ麦飯が脚気に効くのかは堀内利国には分からなかった。板倉聖宣は「理由はともかく、麦飯は脚気予防に効くということを西洋医たちに納得しやすい事実として初めて示したのは堀内利国の業績であった」と評価している。堀内利国は当時の軍医や西洋医たちにあった「西洋医学崇拝・漢方医学蔑視」の風潮を克服した。堀内利国は自分の主体性をかけて漢方医や監獄の実験から学び、それが新しい道を開いた。それが彼の創造性であると板倉聖宣は堀内利国を評価した。

### 現象論段階の認識の重要性
板倉聖宣はさらに「堀内利国が現象論的法則性を認識できた」ことについても高く評価し、えてして科学研究では「現象論」は低く見られることが多いが、現象論的な法則の研究が新発見には重要だと指摘した。板倉は「1回きりの事実は現象論的法則とは違う」として、現象論的法則とは単なる事実とは違う「何回繰り返しやってもいつも同じようになる法則的な事実」であり、「何度やってもそうだ」という法則の重要性が分かることが新発見につながる、と述べた。堀内利国は監獄の状況を調べることで「どこの監獄でもくりかえし同じ現象が起きている」ことを認識して、麦飯の効果を現象論的法則として認識でき、大阪鎮台での実験に臨むことができた。
そしてこのような現象論的法則が確立して、初めて「なぜ麦飯や玄米が脚気に効くのか」が問題になり、そこから「玄米中のどんな成分が脚気に効くのか」という研究が発展し、「ビタミンB1という物質＝実体」が発見され、脚気の研究が実体論段階に達したのだと指摘した。
板倉はさらに「脚気の原因が解明されていなかった時期には、いきなりその病気の原因である実体を極めることはできない」から「麦飯とか玄米が脚気に効く」という現象そのものを明らかにすることが必要であったのに、当時の東京大学医学部の教授たちや陸軍軍医本部の森林太郎（鷗外）たちは「なぜだか分からないが脚気に麦飯が効く」という現象論的法則を非科学的であると攻撃し、結果的に日清戦争や日露戦争で何万もの兵士を脚気で死なせたことを批判した。

## 経歴
おもに三﨑一明(2011)による。
- 天保15年（1844年）7月6日、丹後田辺藩士・堀内隆平の子として丹後国加佐郡田辺（現・京都府舞鶴市）に生まれる。
- 安政3年（1856年）、12歳の時京都の蘭方医・新宮涼閣の養子となる[33]。
- 文久2年（1862年）、19歳で涼閣塾の塾頭となる[33]。
  - このころ、蘭学塾・済衆精舎[注 8]に入門した[35]。
- 明治元年（1868年）、24歳のとき利国は故郷舞鶴に戻る[36]。
- 明治2年（1689年）、大阪府立大阪病院に入り，オランダ人医師から医学を学ぶ[36]。
- 明治3年（1870年）、5月28日、大阪の軍事病院医官（大録相当）となる。
- 明治4年（1871年）、10月19日、軍医寮七等出仕となる。
- 明治5年（1872年）、10月17日、陸軍一等軍医となる。
- 明治6年（1873年）、2月15日、正七位となる。
  - 5月20日、陸軍二等軍医正となる。
  - 6月25日、従六位となる。
- 明治8年（1875年）11月25日、大阪鎮台病院長となる。
- 明治10年（1887年）4月1日、大阪陸軍臨時病院副長を兼ねる。
  - 6月14日、征討軍団附となる。
  - 6月25日、鶴崎軍団支病院長となる。
  - 6月29日、陸軍一等軍医正となる。
  - 9月11日、軍団病院附けとなり，鹿児島に出張する。
- 明治11年（1878年）、1月31日、勲四等，年金135円を下賜される。
  - 5月2日、熊本鎮台病院長となる。
- 明治13年（1880年）1月7日、正六位となる。
- 明治15年（1882年）6月8日、大阪鎮台陸軍病院長となる。
- 明治17年（1884年）12月5日、大阪鎮台で麦飯を実施[37]。
- 明治18年（1885年）6月16日、大阪鎮台軍医長となる。
  - 9月下旬、大阪鎮台の脚気ゼロを確認[37]。
  - 11月19日、勲三等旭日中綬章を受章する。
- 明治19年（1886年）4月23日、陸軍軍医監となる。
  - 7月6日、従五位となる。
- 明治20年（1887年）2月、明治天皇に謁見する。
  - 10月、陸軍全体での麦飯採用を提案するが、陸軍軍医本部は堀内の実験結果を否定。麦飯採用を拒否される。
- 明治21年（1888年）11月30日、第四師団軍医長。
- 明治25年（1892年）4月9日、正五位に叙せられる。
- 明治27年（1894年）、日清戦争が始まると第四師団軍医長を退職。予備役となる[38]。
  - 10月20日、従四位に叙せられる。
- 明治28年（1895年）6月18日、病死、真田山陸軍墓地に眠る。